# Arthur de la Mare
Sir Arthur de La Mare  (* 15. Februar 1914 in Trinity, Jersey; † 15. Dezember 1994 ebenda) war ein britischer Diplomat, Botschafter und Schriftsteller in Jerriais.

## Leben
Arthur de La Mare absolvierte das Pembroke College in Cambridge. 1936 verließ er das Außenministerium und trat im Foreign Office in den diplomatischen Dienst ein und war in diesem in Tokio, Seoul, San Francisco und Washington, D.C. tätig. 
Von 1963 bis 1965 war er britischer Botschafter in Kabul in Afghanistan, von 1968 bis 1970 wurde er Hochkommissionar in Singapur. Von 1970 bis 1973 war er britischer Botschafter in Bangkok in Thailand.  
Arthur de La Mare war ebenso ein Schriftsteller in der normannischen Sprache (Countes d’eun’ èrvénu, 1990–1994, in der Gazette du Sé) und war ab 1984 Chroniker in der Jersey Evening Post, in der er regelmäßig eine Kolumne im Dialekt von Trinity der Sprache Jerriais schrieb, indem er nicht nur Tagesereignisse und die Politik in Jersey kommentierte, aber auch über sein Leben als Diplomat in Fernost berichtete.

## Orden und Ehrenzeichen
De la Mare war Träger hoher staatlicher und ausländischer Auszeichnungen. 1957 wurde er Companion des Order of St Michael and St George. 1968 wurde er als Knight Commander des Order of St Michael and St George in den Adelsstand erhoben und führte fortan den Namenszusatz „Sir“. 1972 wurde er als Knight Commander des Royal Victorian Order, sowie mit dem Großkreuz des thailändischen Orden des weißen Elefanten ausgezeichnet.

## Werke (Beispiel)
- Perverse and Foolish: A Jersey Farmer's Son in the British Diplomatic Service, La Haule Books, Jersey, 1994